# Scare Force One
Scare Force One is het zevende studioalbum van de Finse metalband Lordi, dat uitkwam op 31 oktober 2014. Het album werd wereldwijd verdeeld door het Hamburgse/Duitse label AFM Records.

## Tracklist
| Nr. | Titel                                | Tekst                | Muziek            | Duur |
| --- | ------------------------------------ | -------------------- | ----------------- | ---- |
| 1.  | SCG7: Arm Your Doors and Cross Check | Mr Lordi             | Mr Lordi          | 1:35 |
| 2.  | Scare Force One                      | Mr Lordi, Tracy Lipp | Mr Lordi          | 4:58 |
| 3.  | How to Slice a Whore                 | Mr Lordi, Tracy Lipp | Mr OX, Mr Lordi   | 2:47 |
| 4.  | Hell Sent in the Clowns              | Mr Lordi, Tracy Lipp | Mr Lordi, Mr Mana | 4:20 |
| 5.  | House of Ghosts                      | Mr Lordi, Tracy Lipp | Mr Lordi, Mr Mana | 4:12 |
| 6.  | Monster Is My Name                   | Mr Lordi, Tracy Lipp | Mr Lordi          | 3:34 |
| 7.  | Cadaver Lover                        | Mr Lordi, Tracy Lipp | Mr Lordi          | 3:51 |
| 8.  | Amen's Lament to Ra II               |                      | Mr Amen           | 1:10 |
| 9.  | Nailed by the Hammer of Frankenstein | Mr Lordi, Tracy Lipp | Mr Lordi, PK Hell | 3:20 |
| 10. | The United Rocking Dead              | Mr Lordi, Tracy Lipp | Mr Amen, Mr Lordi | 5:46 |
| 11. | She's a Demon                        | Mr Lordi, Tracy Lipp | Mr Lordi          | 5:37 |
| 12. | Hella's Kitchen                      | Hella                | Hella             | 1:10 |
| 13. | Sir, Mr. Presideath, Sir + ETA       | Mr Lordi, Tracy Lipp | Mr Lordi, Mr Amen | 5:44 |

## Bezetting
- Mr Lordi – zang
- Amen – leadgitaar, slaggitaar
- OX – bas
- Mana – drums, zang
- Hella – keyboards, zang